# Muhlenbergia uniflora
Muhlenbergia uniflora là một loài thực vật có hoa trong họ Hòa thảo. Loài này được (Muhl.) Fernald mô tả khoa học đầu tiên năm 1927.